# Karly Rothenberg
Pour les articles homonymes, voir Rothenberg (homonymie).
Karly Rothenberg est une actrice américaine née le 29 octobre 1962 à Denver, Colorado (États-Unis).

## Filmographie
- 1986 : When the Bough Breaks (TV) : Camp Counselor
- 1986 : Le Soleil en plein cœur (The Last Frontier) (TV) : une femme sur la plage
- 1987 : Extrême Préjudice de Walter Hill : cliente dans la banque
- 2003 : Souvenirs perdus (A Time to Remember) (TV) : Cousin Connie
- 2004 : Rendez-vous avec une star (Win a Date with Tad Hamilton!) : Piggley Wiggley Shopper
- 2004 : I Am Stamos : Beth
- 2005 : Jane Doe : Miss Détective (TV) : Heather Turnbull
- 2005 : Match en famille (Kicking & Screaming) : la mère de Jack
- 2006 : Half Empty : Helen
- 2006 : Ma grand-mère est riche (Where There's a Will) (TV) : Loretta Baxter
- 2007 : Pushing Daisies
- 2007 : Weeds
- 2008 : Prison Break
- 2009 : L'Étoile de la glace
- 2009 : Philadelphia
- 2010 : Desperate Housewives
- 2010 : Hail Hitler !
- 2011 : Body of Proof
- 2011 : Grey's Anatomy
- 2011 : NCIS : Enquêtes spéciales
- 2011 : The Middle
- 2011 : The Protector
- 2012 : Congratulations
- 2012 : Go On
- 2012 : Justified
- 2012 : Prototype 2
- 2013 : Bones
- 2013 : Esprits criminels
- 2014 : Bad Teacher
- 2015 : Hot in Cleveland
- 2015 : La Demande en mariage
- 2015 : Martyrs : Nonne (voix, non créditée)
- 2016 : Code Black
- 2016 : Crowded
- 2016 : Mascots : Mère de Mindy
- 2016 : One Mississippi (en)
- 2016 : Superstore
- 2017 : American Vandal
- 2017 : Atypical
- 2017 : Kat
- 2017 : Speechless
- 2017 : Young Sheldon
- 2018 : Homecoming
- 2018 : Mom
- 2018 : Young and Hungry
- 2019 : American Princess
- 2019 : Archibald's Next Big Thing
- 2019 : Au fil des jours
- 2019 : Grace et Frankie
- 2019 : The Resident
- 2019 : Veronica Mars
- 2023 : Insubmersible (Nyad) d'Elizabeth Chai Vasarhelyi et Jimmy Chin :  Dee Brady